# Azovo (oblast d'Omsk)
 (juillet 2023).
Azovo (en russe : Азово) est un village de Russie de type bourg ouvrier qui est située dans l'oblast d'Omsk. C'est le siège administratif du raïon national allemand d'Azovo et de la municipalité du même nom.

## Géographie
Azovo se trouve au sud-ouest de l'oblast d'Omsk, à 46 km à vol d'oiseau d'Omsk. 

## Histoire
La localité est connue depuis 1909. 

## Population
Recensements (*) et estimations de la population,,: 
|       | \| 1959* \| 2002* \| 2010* \| 2021* \| - \| - \| \| ----- \| ----- \| ----- \| ----- \| - \| - \| \| 2 239 \| 5 376 \| 5 997 \| 7 545 \| - \| - \| |       |       |   |   |
| 1959* | 2002* | 2010* | 2021* | - | - |
| 2 239 | 5 376 | 5 997 | 7 545 | - | - |